# Trainkos
Trainkos – narodowy przewoźnik kolejowy w Kosowie. Przedsiębiorstwo powstało w 2011 roku z podziału Kolei Kosowa (HK). Firma zajmuje się kolejowymi przewozami osób i towarów na sieci kolejowej należącej do kosowskiego zarządcy infrastruktury kolejowej Infrakos.
Tabor trakcyjny Trainkos stanowi kilkanaście spalinowozów przejętych po podziale majątku od HK. Są to lokomotywy: General Motors EMD G16, General Motors JT38CW-DC, Nohab Di 3a, Nohab Di 3b, Vossloh G 1700–2 BB oraz MDD 3. Do przewoźnika należy około 30 wagonów pasażerskich i około 70 wagonów towarowych. Ponadto wykorzystuje on wagony motorowe Y1 i ALN 668.